# Sergei Iwanowitsch Wawilow

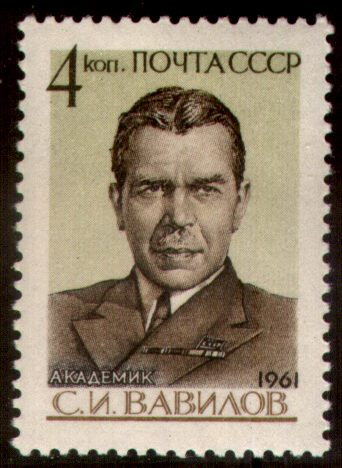
Sergei Iwanowitsch Wawilow auf einer sowjetischen Briefmarke

Sergei Iwanowitsch Wawilow (russisch Сергей Иванович Вавилов, wiss. Transliteration Sergej Ivanovič Vavilov; * 12. Märzjul. / 24. März 1891greg. in Moskau; † 25. Januar 1951 ebenda) war ein sowjetischer Physiker, Professor, Akademiker und von 1945 bis 1951 Präsident der Sowjetischen Akademie der Wissenschaften. Er ist der Mitentdecker der Tscherenkow-Strahlung.

## Leben

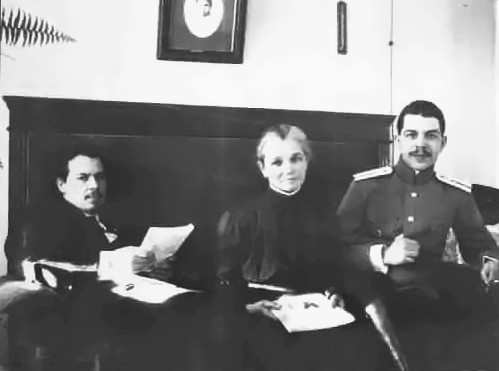
Nikolai Iwanowitsch Wawilow und Sergei Iwanowitsch Wawilow, dazwischen ihre Mutter Alexandra Michailowna (1916)

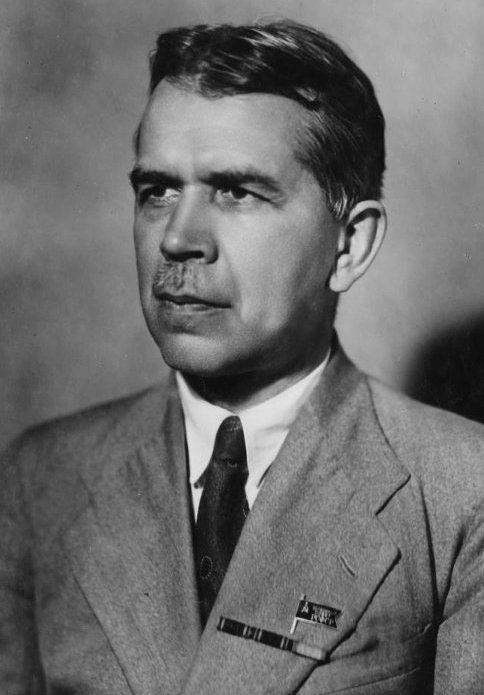
Sergei Iwanowitsch Wawilow (1945)

Sergei Iwanowitsch Wawilow wurde in Moskau als Sohn eines vermögenden Schuhfabrikanten und Abgeordneten des Moskauer Stadtrates geboren. Der berühmte sowjetische Genetiker Nikolai Wawilow war sein Bruder. Er besuchte zunächst die Kaufmannsschule an der Ostoschenka, später die Universität Moskau (abgeschlossen 1914), wo er ab 1910 im Labor von Pjotr Lebedew war. Während des Ersten Weltkrieges diente er in der russischen Armee.
Sergei Wawilow unterrichtete von 1918 bis 1932 Physik an der Universität Moskau. Er bekleidete parallel dazu das Amt des Vorsitzenden der Abteilung für physikalische Optik am Institut für Physik und Biophysik des Gesundheitsministeriums (Narkomzdraw). Im Jahr 1929 erhielt er die Professur. Damals wurde er durch Forschungen auf dem Gebiet der Lumineszenz bekannt. 1932 wurde er wissenschaftlicher Leiter des von D. S. Roschdestwenski gegründeten Leningrader Optik-Instituts (GOI). Gleichzeitig leitete er die Physikalische Abteilung des kleinen Leningrader Physikalisch-Mathematischen Instituts. Diese Abteilung ging 1934 in dem neu gegründeten Lebedew–Institut für Physik der Sowjetischen Akademie der Wissenschaften auf, dessen Direktor er wurde und dessen Benennung nach Lebedew auf seinen Vorschlag hin erfolgte. Dort entdeckte er zusammen mit seinem Doktoranden Pawel Tscherenkow 1934 die Tscherenkow-Strahlung, deren theoretische Erklärung 1937 Ilja Frank und Igor Tamm lieferten. Alle vier erhielten dafür 1946 den Stalinpreis, und die drei überlebenden Physiker (Wawilow war damals schon gestorben) 1958 den Nobelpreis. Der Effekt wird in Russland Tscherenkow-Wawilow-Strahlung genannt. Tscherenkow hatte schon vor, seine Doktorarbeit (über Lumineszenz von Uransalzen in Schwefelsäure) auf ein anderes Thema zu verlegen, als er ein blaues Leuchten aus der Umgebung entdeckte, das die ursprünglich beabsichtigten Beobachtungen der Lumineszenz der Uransalze störte. Erst auf Insistieren seines Doktorvaters Wawilow setzte er die Untersuchungen fort und fand das Leuchten auch in anderen Flüssigkeiten. Wawilow führte es auf schnelle Elektronen in der Flüssigkeit zurück, was sich in Experimenten zur Ablenkung in Magnetfeldern bestätigte.
Wawilow baute am Lebedew-Institut auch die Abteilung für Kernphysik auf. In den 1930er Jahren sorgte er für politischen Schutz der bei ihm arbeitenden Wissenschaftler, insbesondere des Leiters der Theoriegruppe Igor Tamm, der später eine wichtige Rolle im sowjetischen Kernwaffenprogramm spielen sollte. Dass sein eigener Bruder Nikolai Wawilow 1940 Opfer der Umtriebe Lyssenkos wurde und 1943 im Lager verhungerte, konnte er allerdings nicht verhindern. Wawilow sorgte für den Ausbau der Zyklotron-Entwicklung am Lebedew-Institut ab 1940. Dort gelang wenige Jahre darauf Wladimir Iossifowitsch Weksler die Entwicklung des Synchrotron-Konzepts.
Er wurde 1938, 1946 und 1950 in den Obersten Sowjet der Russischen SFSR gewählt. Während des Zweiten Weltkrieges war er Kommissar des Staatlichen Komitees für Landesverteidigung; er leitete u. a. die Entwicklung von Waffentechnik. 1945 wurde er zum Präsidenten der Sowjetischen Akademie der Wissenschaften gewählt, was er bis zu seinem Tod blieb. Wawilow erhielt im Laufe seines Lebens viele Auszeichnungen, darunter zwei Leninorden, einen Rotbannerorden der Arbeit, sowie den Stalinpreis 1943, 1946 und 1951 (die letzte postum). Er war Mitbegründer und erster Vorsitzender der Wissenschaftlichen Gesellschaft Snanije. Er war einer der Herausgeber der Großen Sowjetenzyklopädie.
Wawilow ist Verfasser einer Biographie von Isaac Newton sowie von Lomonossow, Galileo Galilei, Lebedew, Lukrez und Faraday. Nach ihm wurde die Kasha-Vavilov-Regel benannt.
Sein Sohn Wiktor Sergejewitsch Wawilow (1921–1999) war ebenfalls ein bekannter Physiker.

## Ehrungen
Nach Sergei Wawilow wurden benannt:
- das Institut für Physikalische Problemstellungen der Sowjetischen Akademie der Wissenschaften in Moskau,
- das Staatliche Institut für Optik (GOI) in Sankt Petersburg,
- das Allrussische Forschungsinstitut für Lichttechnik in Moskau,
- das Institut für Geschichte der Naturwissenschaften und Technik,
- eine Goldmedaille, die 1951 vom Präsidium der Sowjetischen Akademie der Wissenschaften gestiftet wurde, und seitdem in unregelmäßigem Abstand für besondere Verdienste auf dem Gebiet der Physik vergeben wird,[3]
- verschiedene Gesetze und Methoden in der Theorie der physikalischen Optik (wie das Wawilow-Gesetz in der Fluoreszenz 1927)
- ein Forschungsschiff, das seit dem 21. Jahrhundert außer Dienst genommen ist, aber für Touristenkreuzfahrten in die Arktis genutzt wird[4]
- Der Asteroid (2862) Vavilov, der 1977 von Nikolai Stepanowitsch Tschernych entdeckt wurde, ist nach ihm und seinem Bruder Nikolai Iwanowitsch Wawilow benannt.[5]
- Der Mondkrater Vavilov ist nach ihm und seinem Bruder Nikolai Iwanowitsch Wawilow benannt.